# Vital Remains
Vital Remains — американская дэт-метал группа из Провиденса, основанная в 1988 году.

## История
Vital Remains была образована в 1989 году в Провиденсе, штат Род-Айленд, под влиянием таких групп, как Venom, Celtic Frost, Bathory, Mercyful Fate, Sodom и Destruction. Первый состав Vital Remains выглядел так:
- Пол Флинн — соло-гитара
- Тони Лазаро — ритм-гитара
- Джефф Груслин — вокал
- Том Супков — бас
- Крис Дюпон — ударные

Группа выпустила две демозаписи (Reduced to Ashes в 1989 и Excruciating Pain в 1990), что привело к заключению контракта с французским лейблом Thrash Records. В 1991 году вышел EP The Black Mass. Дебютный студийный альбом Let Us Pray в 1992 году и второй студийный альбом Into Cold Darkness в 1995 вышли на лейбле Peaceville Records. В 1996 году Дэйв Сузуки присоединился к группе, первоначально играя на барабанах. Группа работала над новым альбомом, и на нём Сузуки сыграл на гитаре.
В середине 1997 года Vital Remains подписали контракт на два альбома с Osmose Productions. Пол Флинн покинул группу, сославшись на семейные обязательства. В том же году группа выпустила альбом Forever Underground. В 1999 году вышел альбом Dawn of the Apocalypse, который группа считает самым тяжёлым в дискографии. На нём вокальные партии исполнил Thorn, который в том же году покинул группу.
В 2003 году Глен Бентон, вокалист/басист Deicide, присоединился к Vital Remains в качестве сессионного вокалиста для пятого альбома Dechristianize. Альбом получил высокие оценки критиков, и группа гастролировала в перерывах между гастролями Deicide. Группа продолжила работу над Icons of Evil в 2007 году, на котором вокальные партии исполнил также Глен Бентон. Новый альбом продолжил тот же музыкальный стиль, что и Dechristianize. Vital Remains выпустили свой первый концертный DVD Evil-Death-Live на польском лейбле Metal Mind Productions. Дэйв Сузуки покинул группу вскоре после выхода Icons of Evil.
Vital Remains активно гастролировали в течение нескольких лет после выхода Icons of Evil, претерпевая множество изменений в составе на протяжении многих лет. В нескольких интервью между 2012 и 2014 годами Тони утверждал, что у группы было «два альбома, на которых был достойный материал». В 2015 году Vital Remains поехали в тур по Южной Америке, Европе и Соединённым Штатам.
В ноябре 2015 года сотрудник полиции Санфорда, штат Флорида, был уволен за то, что пел с группой «Let the Killing Begin», когда он был на дежурстве и в форме.

## Участники группы

### Нынешний состав
- Тони Лазаро — ритм-гитара (1989 — н. в.)
- Гаэтон «Gator» Колльер — бас-гитара, бэк-вокал (2008 — н.в.)
- Крис Довас — ударные (2018 — н.в.)
- Кайо Кехяян — соло-гитара (2019 — н.в.)
- Скотт Имс — вокал (2019 — н.в.)

### Бывшие участники
- Пол Флинн — соло-гитара (1989—1996)
- Том Супков — бас-гитара (1989—1989)
- Крис Дюпон — ударные (1989—1990)
- Джефф Груслин — вокал (1989—1995)
- Эйс Алонзо — ударные (1990—1994)
- Джозеф «Joe» Льюис — бас-гитара (1990—2000), вокал (1996—1999)
- Рик Корбетт — ударные (1994—1995)
- Дейв Сузуки — соло-гитара, ударные (1997—2007), бас-гитара (2000—2007)
- «Thorn» — вокал (1999)
- Глен Бентон — вокал (2003—2008)

### Бывшие концертные участники
- Chris Ross — вокал (1997; умер в 2017)
- Aaron Weinstein — соло-гитара (1998)
- Jake Raymond — вокал (1999, умер в 2018)
- Bobby Wheeler — вокал (2000)
- Kyle Severn — ударные (2000)
- Taylor Fishman — гитара (2008—2009)
- Ron Greene — бас-гитара (2000, 2005)
- Kelly Conlon — бас-гитара (2000—2001)
- Derek Boyer — бас-гитара (2003)
- Tim Yeung — ударные (2003—2007, 2009)
- Istvan Lendvay — бас-гитара (2004)
- Marco «Lord Doomus» Pitruzzella — ударные (2005—2006)
- Anthony Geremia — вокал (2006—2007)
- Damien Boynton — вокал (2007—2008)
- Rodrigo «Jugulator» Raquio — вокал (2010)
- Brian Hobbie — бас-гитара (2007—2008)
- Antonio Donadeo — ударные (2007—2008)
- Keshava Doane — ударные (2008—2009)
- Alberto Allende — ударные (2011—2012)
- Jack Blackburn — ударные (2012—2014)
- Dean Arnold — соло-гитара (2015—2019)
- Aaron Homma — соло-гитара (2013—2014)
- Eugene Ryabchenko — ударные (2016—2017)
- Scott Wily — вокал (2008—2011; умер в 2017)
- John Hate — соло-гитара (2010—2011)
- Brian Weber — соло-гитара (2011—2013)
- Eddy Hoffman — ударные (2009—2011)
- James Payne — ударные (2014—2016)
- Brian Werner — вокал (2012—2019)

## Дискография

### Студийные альбомы
- Let Us Pray (1992)
- Into Cold Darkness (1995)
- Forever Underground (1997)
- Dawn of the Apocalypse (2000)
- Dechristianize (2003)
- Icons of Evil (2007)

### EP
- The Black Mass (1991)

### Концертные DVD
- Evil Death Live (2007)

### Сборники
- Horrors of Hell (2006)

### Демо
- Reduced to Ashes (1989)
- Excruciating Pain (1990)